# Bò biển Steller
Bò biển Steller (tên khoa học Hydrodamalis gigas) là một loài động vật có vú biển ăn thực vật lớn. Chúng được Zimmermann miêu tả cấp loài năm 1780 và Retzius miêu tả cấp chi năm 1794. Loài điển hình của chi này là Hydrodamalis Stelleri Retzius, 1794 (= Manati gigas Zimmermann, 1780).
Nó là thành viên lớn nhất của bộ Sirenia, trong đó bao gồm họ hàng gần nhất của nó Dugong dugon và lợn biển (Trichechus spp.).

## Hình ảnh

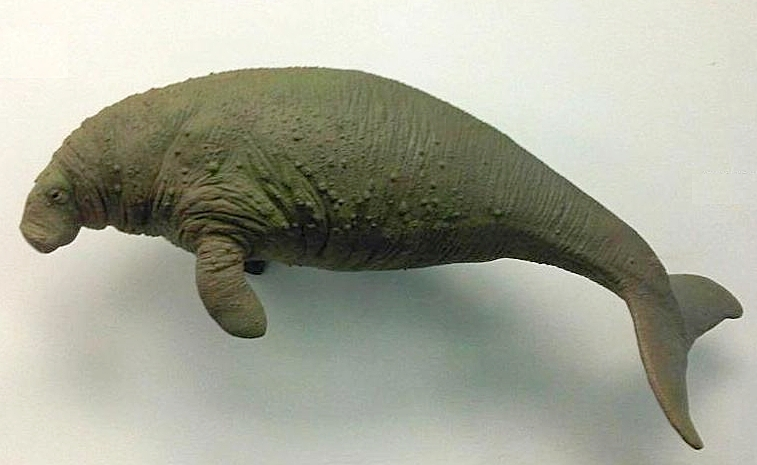
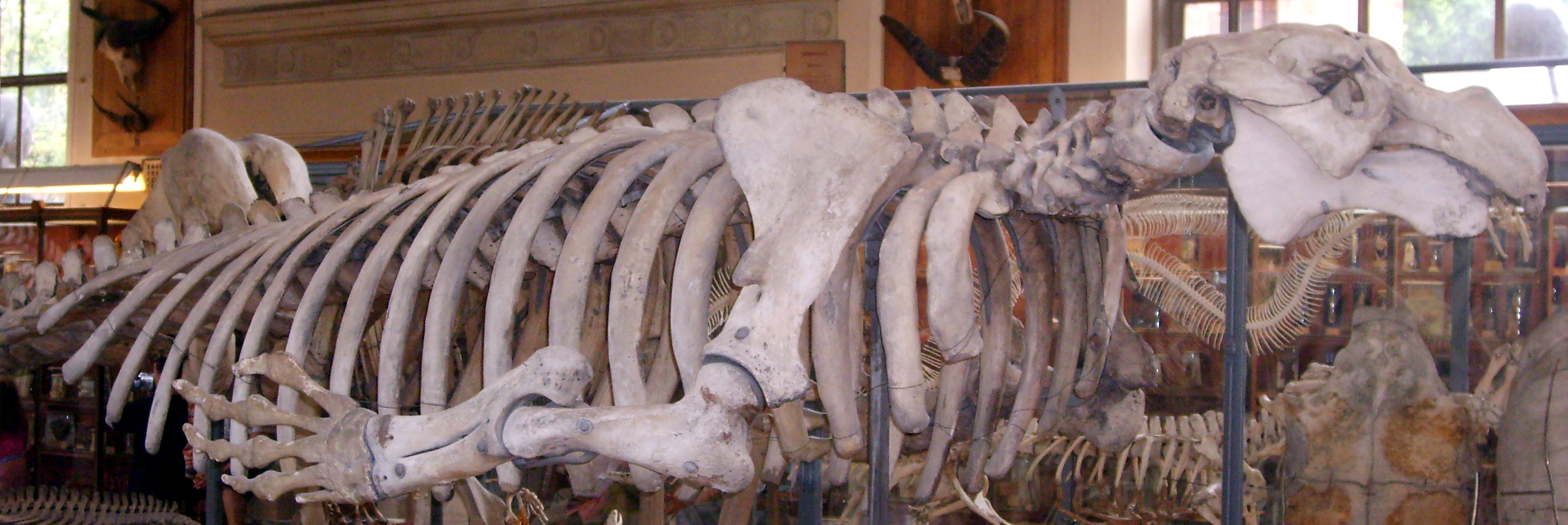
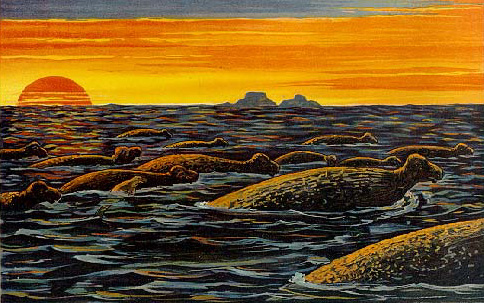
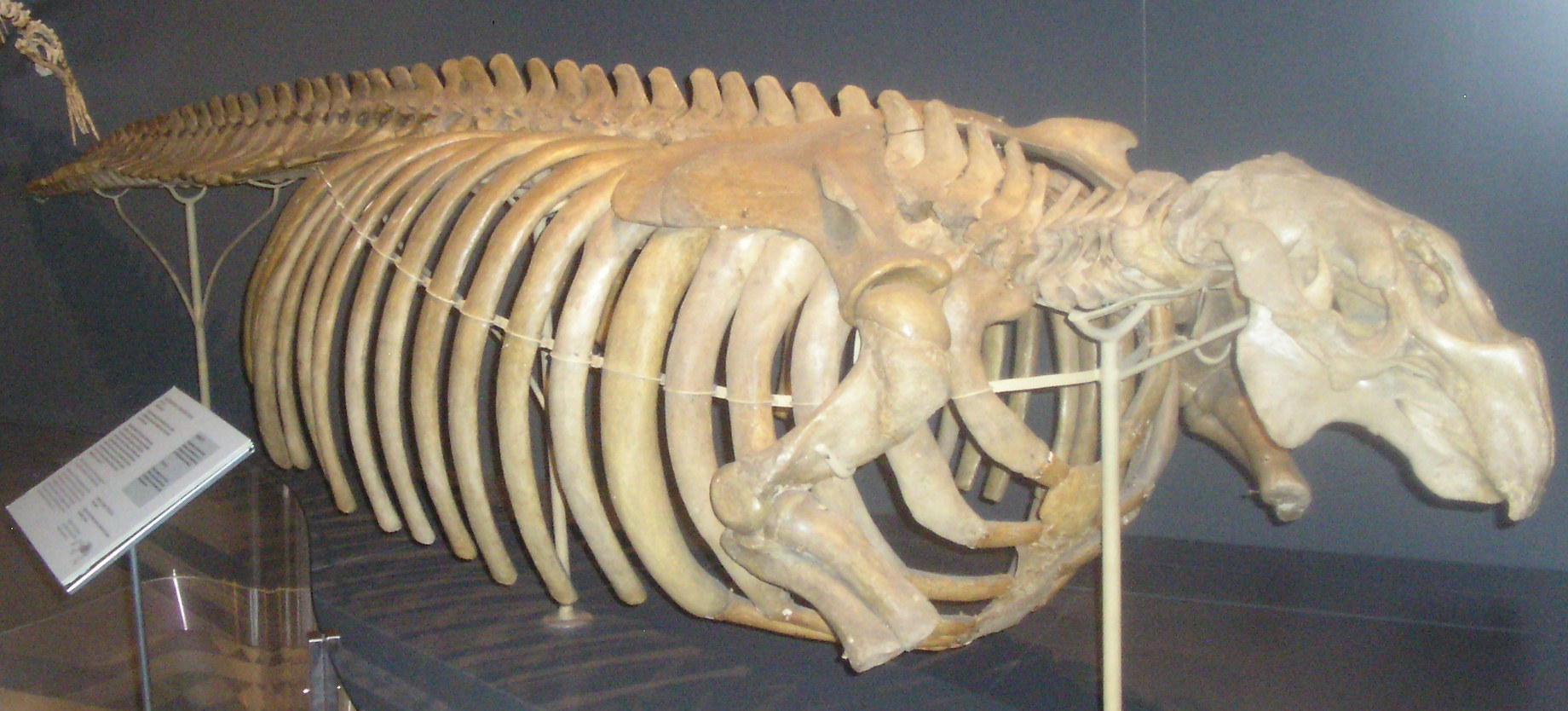
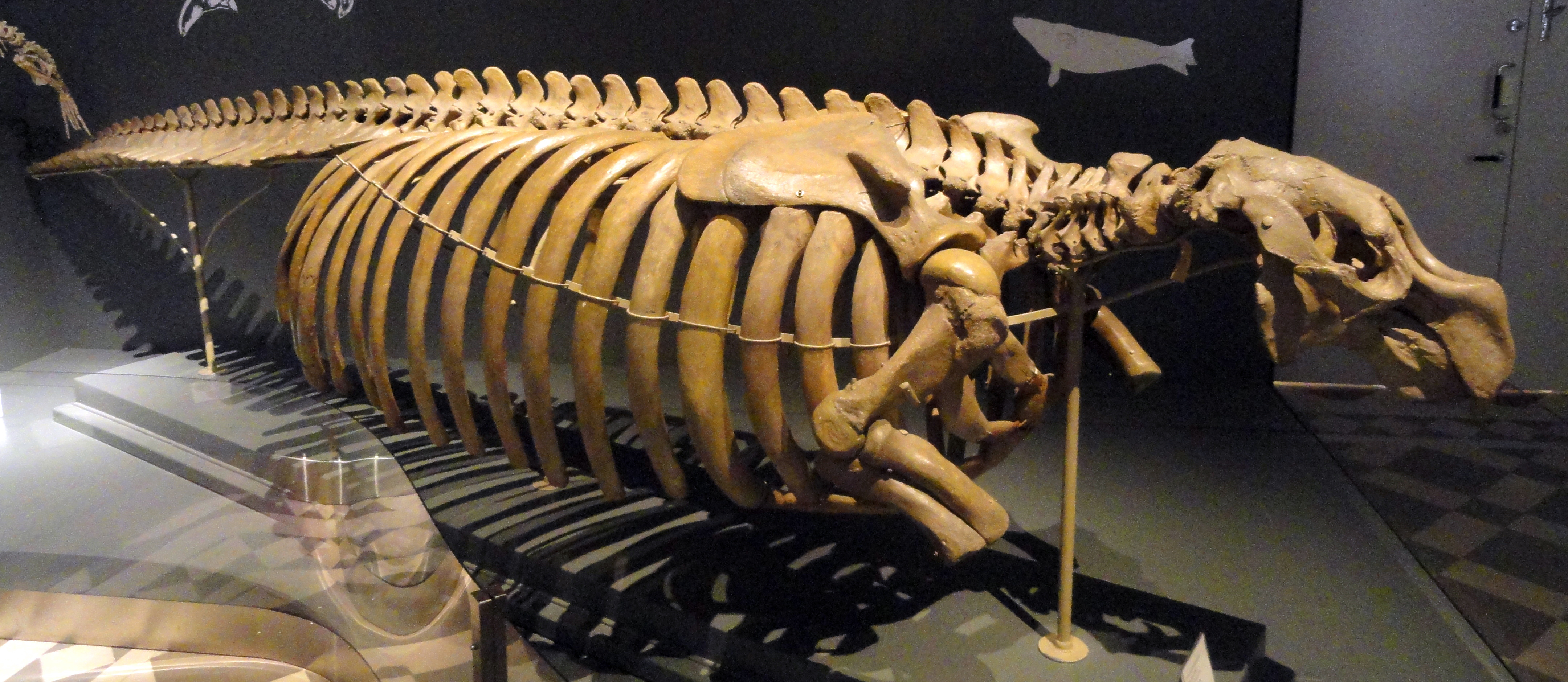
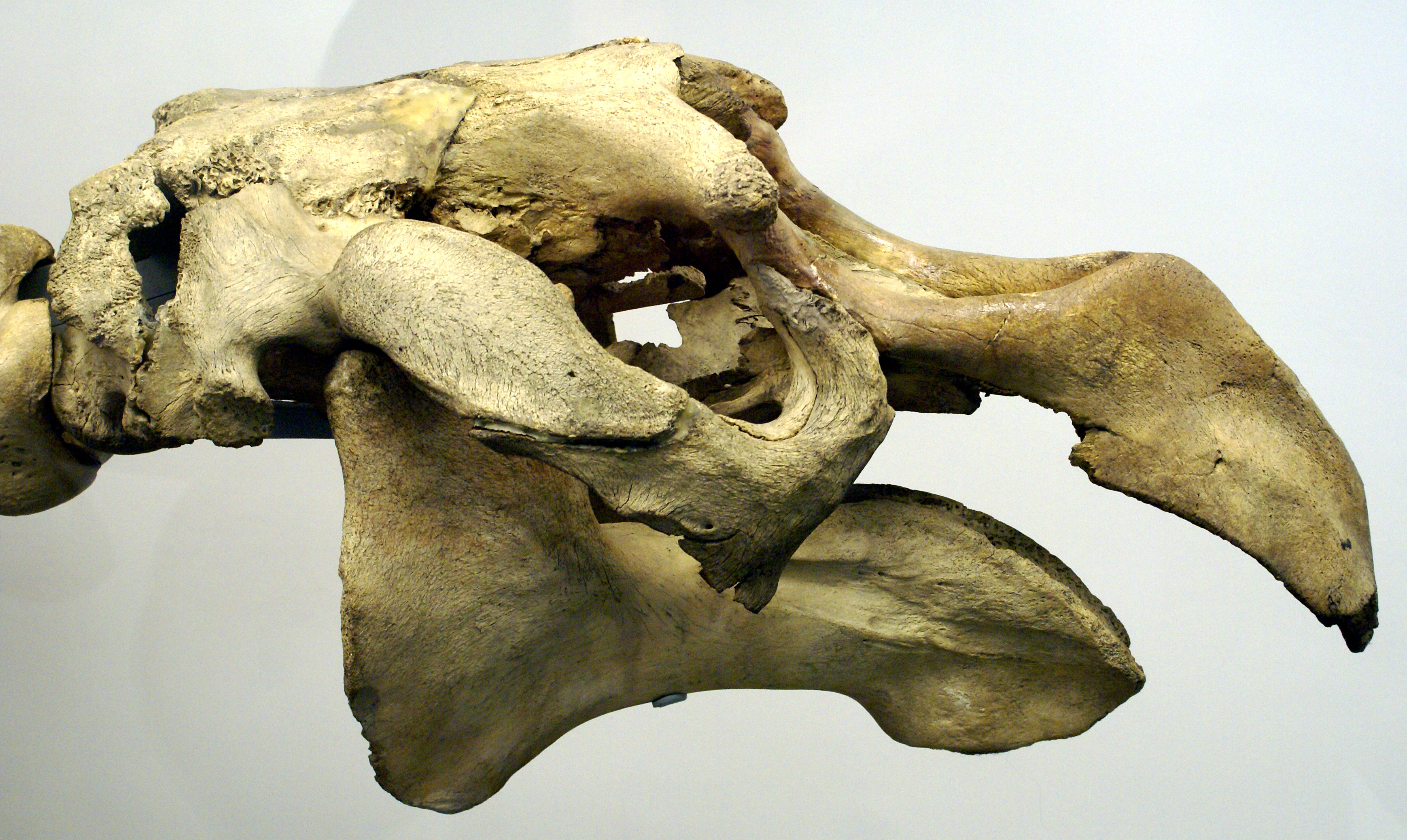